# قاموس إيستون للكتاب المقدس

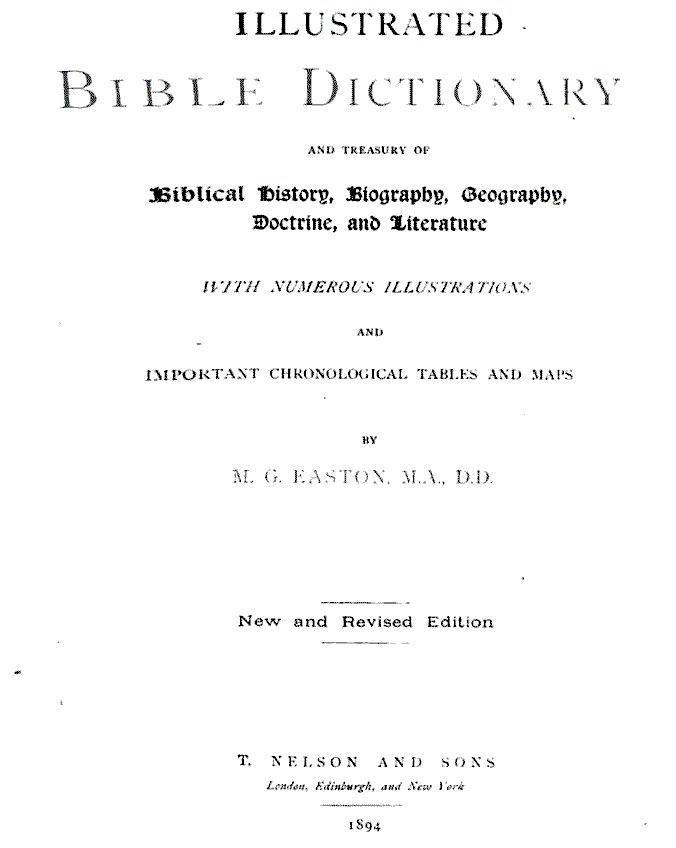
غلاف قاموس إيستون للكتاب المقدس (1894م)

يُعد قاموس الكتاب المقدس المصور، والمعروف باسم قاموس إيستون للكتاب المقدس، مرجعيًا في موضوعات متعلقة بالكتاب المقدس المسيحي أعده ماثيو جورج إيستون. نُشرت الطبعة الأولى في عام 1893م، ونشرت نسخة منقحة في العام التالي. أن الإصدار الأكثر شعبية هو الإصدار الثالث، الذي نشره توماس نيلسون في عام 1897م، بعد ثلاث سنوات من وفاة إيستون. يحتوي الأخير على ما يقرب من 4000 مقالة تتعلق بالكتاب المقدس. العديد من الإدخالات في إيستون موسوعية بطبيعتها، على الرغم من وجود إدخالات قصيرة من نوع القاموس.
نظرًا لعمره، أصبح الآن موردًا للمجال العام.